# Marcule (przystanek kolejowy)
Marcule – przystanek kolejki wąskotorowej w Marculach, w gminie Iłża, w powiecie radomskim, w województwie mazowieckim.